# Tenuipalpus banahawensis
Tenuipalpus banahawensis är en spindeldjursart som beskrevs av Corpuz-Raros 1978. Tenuipalpus banahawensis ingår i släktet Tenuipalpus och familjen Tenuipalpidae. Inga underarter finns listade i Catalogue of Life.